# Distrito electoral de Harrison (condado de Rock, Nebraska)
Harrison (en inglés: Harrison Precinct) es un distrito electoral ubicado en el condado de Rock en el estado estadounidense de Nebraska. En el Censo de 2010 tenía una población de 87 habitantes y una densidad poblacional de 0,7 personas por km².

## Geografía
Harrison se encuentra ubicado en las coordenadas 42°31′17″N 99°38′14″O / 42.52139, -99.63722. Según la Oficina del Censo de los Estados Unidos, Harrison tiene una superficie total de 124.37 km², de la cual 124.37 km² corresponden a tierra firme y (0%) 0 km² es agua.

## Demografía
Según el censo de 2010, había 87 personas residiendo en Harrison. La densidad de población era de 0,7 hab./km². De los 87 habitantes, Harrison estaba compuesto por el 100% blancos, el 0% eran afroamericanos, el 0% eran amerindios, el 0% eran asiáticos, el 0% eran isleños del Pacífico, el 0% eran de otras razas y el 0% pertenecían a dos o más razas. Del total de la población el 0% eran hispanos o latinos de cualquier raza.